# 奇爾格蘭特山
47°14′31″N 10°47′49″E / 47.24194°N 10.79694°E

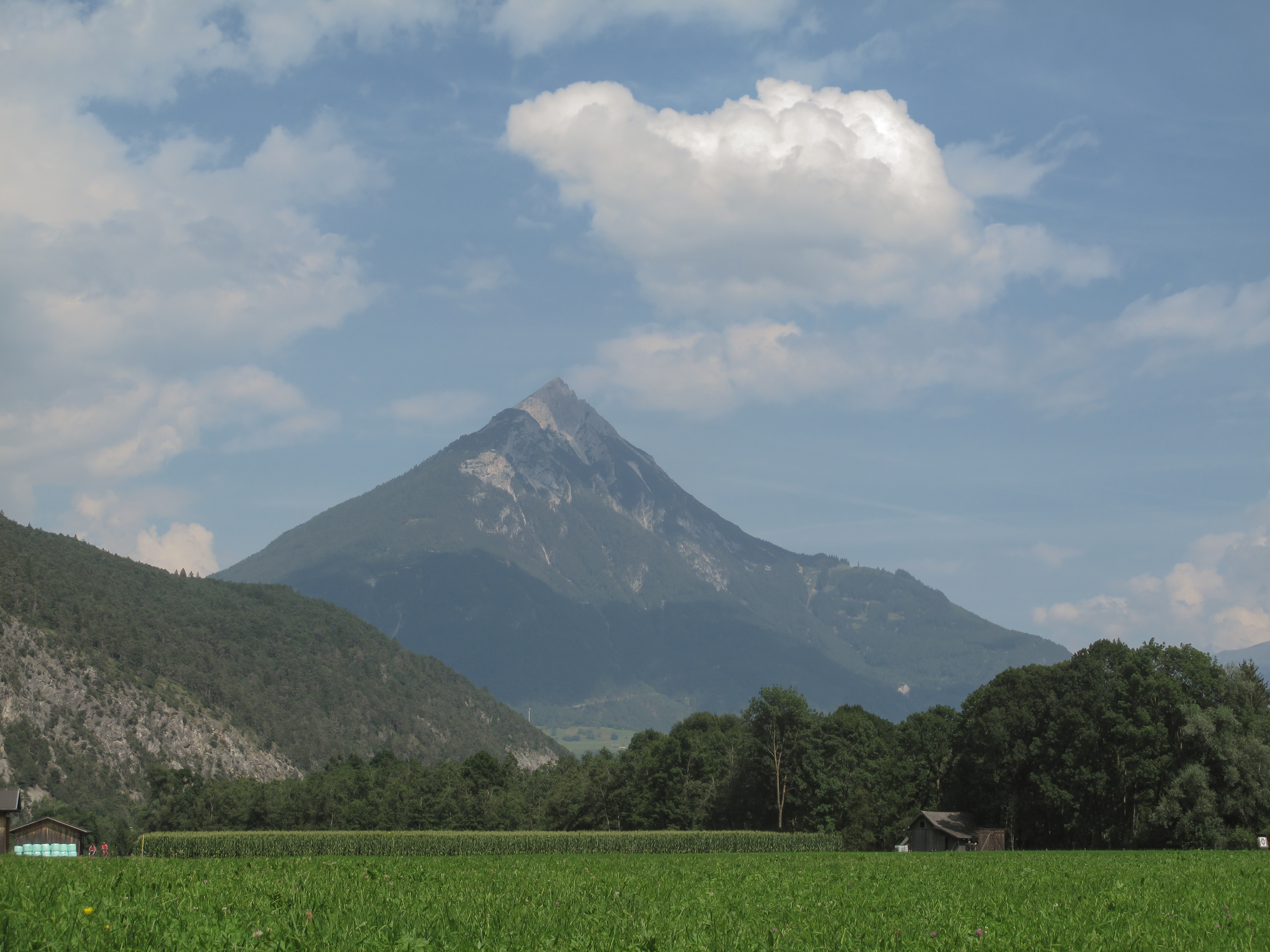

奇爾格蘭特山（德語：Tschirgant），是奧地利的山峰，位於該國西部，由蒂羅爾州負責管轄，屬於米耶明山脈的一部分，海拔高度2,370米，每年平均降雨量1,698毫米。